# Renzo Tosolini
Renzo Tosolini (Abbazia, 17 giugno 1944) è un politico italiano.

## Biografia
Nativo dell'allora provincia di Fiume, compie gli studi accademici in Germania, laureandosi in lingue e letterature straniere con specializzazione in germanistica. A fine anni 1970 si stabilisce a Gallarate e intraprende un'attività imprenditoriale nel settore tessile. Nel 1995-1996 assume la presidenza della Pro Patria.
Impegnatosi politicamente nelle file di Alleanza Nazionale, nel 1996 si candida nella circoscrizione Lombardia 2 alle elezioni per la Camera dei deputati; la vittoria nel collegio maggioritario 06 di Busto Arsizio gli vale un seggio a Montecitorio.
Nel 2001 non viene ricandidato; tre anni dopo, nel 2004, corre sempre per AN alle elezioni europee nella circoscrizione Italia nord-occidentale, senza risultare eletto.